# Одсуство
Одсуство (енгл. Absentia) америчка је телевизијска серија коју су створили Гаја Виоло и Мет Чирулник. Главну улогу тумачи Стана Катић. Емитована је од 25. септембра 2017. до 17. јула 2020.

## Радња
Специјална агенткиња ФБИ Емили Бирн нестаје без трага док лови једног од најозлоглашенијих серијских убица у Бостону, након чега се проглашава мртвом у одсуству. Шест година касније, пронађена је у колиби у шуми, једва жива и без сећања на године које је нестала. Враћа се кући да сазна да се њен супруг поново оженио и да њеног сина одгаја нова жена, где се убрзо нађе умешана у нову серију убистава.

## Улоге
| Глумац           | Улога             |
| ---------------- | ----------------- |
| Стана Катић      | Емили Берн        |
| Патрик Хојсингер | Ник Дјуранд       |
| Кара Теоболд     | Алис Дјуранд      |
| Нил Џексон       | Џек Берн          |
| Ејнџел Бонани    | Томи Гибс         |
| Бруно Бичир      | Данијел Вега      |
| Пол Фриман       | Ворен Берн        |
| Ралф Ајнесон     | Адам Радфорд      |
| Кристофер Колхун | Дерек Краун       |
| Патрик Маколи    | Флин Дјуранд      |
| Метју ле Невез   | Кал Ајзак         |
| Наташа Литл      | Џулијана Гунарсен |

## Епизоде
| Сезона | Сезона | Епизоде | Епизоде | Оригинално емитовање | Оригинално емитовање | Оригинално емитовање |
| Сезона | Сезона | Епизоде | Епизоде | Премијера            | Финале               | Мрежа                |
| ------ | ------ | ------- | ------- | -------------------- | -------------------- | -------------------- |
|        | 1.     | 10      | 10      | 25. септембар 2017.  | 20. новембар 2017.   |                      |
|        | 2.     | 10      | 10      | 26. март 2019.       | 28. мај 2019.        |                      |
|        | 3.     | 10      | 10      | 17. јул 2020.        | 17. јул 2020.        |                      |